# Christoph Gosepath
Christoph Gosepath (* 28. April 1961 in Mainz) ist Theaterregisseur (Christoph M. Gosepath) und Psychiater und Psychotherapeut (Christoph Gosepath) in Berlin. Er ist Leiter der Künstlergruppe club tipping point und arbeitet in Berlin in eigener Praxis.

## Leben und Wirken
Gosepath ist ein Sohn des HNO-Arztes Peter Gosepath (1929–2010) und Bruder des Philosophen Stefan Gosepath. Er besuchte das altsprachliche Gymnasium Petrinum in Recklinghausen bis zum Abitur im Jahr 1980. Nach dem Zivildienst am Krankenhaus Bethanien in Hamburg-Eppendorf studierte er Philosophie, Germanistik und Romanistik an der Universität Hamburg (1982–84). Nach der Zwischenprüfung wechselte er an die Freie Universität Berlin und schloss das Studium als Magister in den Fächern Philosophie und Allgemeine und Vergleichende Literaturwissenschaft im Jahr 1989 ab. Zusätzlich studierte er Humanmedizin (Staatsexamen 1994, Promotion 2002). Während des Medizinstudiums absolvierte er Studienaufenthalte in London, Hongkong und New York.
Parallel zum Studium arbeitete er als Regiehospitant am Schauspielhaus Hamburg bei Ernst Wendt und wiederholte Male an der Schaubühne Berlin als Personal Assistant bei Robert Wilson. Zusätzlich war er an mehreren Produktionen der Studiobühne an der Freien Universität Berlin beteiligt. Nach Beendigung der Studien war er als Regieassistent von Peter Stein bei den Salzburger Festspielen engagiert (1994–1996). Im Jahr 1994 debütierte er mit seiner ersten eigenen Regie an der Studiobühne der Freien Universität mit „Die Heilung“ von Richard Foreman. Von 1995 bis 1998 war er als Regieassistent am Schauspielhaus Bochum engagiert. Er arbeitete dort unter anderem mit Leander Haussmann, Jürgen Kruse und Dimiter Gotscheff. Es folgten eigene Regiearbeiten, zunächst an Stadttheatern, später in der freien Szene in Berlin und im Ausland, zuletzt als Leiter der Künstlergruppe club tipping point in Berlin.
In den Jahren 2000 bis 2002 war er Stipendiat der Akademie Schloss Solitude in Stuttgart und im Jahr 2003 Stipendiat des deutsch-französischen Kulturaustausches in Paris.
Von 2002 bis 2003 arbeitete er im Rahmen seiner Facharztausbildung im Westfälischen Zentrum für Psychiatrie und Psychotherapie in Herten und von 2003 bis 2009 in der Abteilung für Psychiatrie, Psychotherapie und Psychosomatik am Evangelischen Krankenhaus Königin Elisabeth Herzberge in Berlin. Von 2009 bis 2010 war er in der Abteilung für Neurologie und Geriatrie am Elisabeth-Krankenhaus in Recklinghausen beschäftigt.
Seit 2011 ist er niedergelassener Facharzt für Psychiatrie und Psychotherapie in Berlin.

## Inszenierungen
- Die Heilung, Richard Foreman, Studiobühne der FU, Berlin (1994)
- Halbzwei, Arthur Schnitzler, Schauspielhaus Bochum, ZadEck (1996)
- Szenen aus Maria Magdalena, Friedrich Hebbel, Schauspielhaus Bochum, ZadEck (1997)
- Geschlossene Gesellschaft, Jean Paul Sartre, Schauspielhaus Bochum, ZadEck (1998)
- Wer wagt, gewinnt, Franz Xaver Kroetz, Studiotheater, Stuttgart (2000)
- Familiengeschichten. Belgrad, Biljana Srbljanovic, Schloßtheater, Moers (2000)
- Sie schleppte sich mit den Bleigewichten der Zukunft ab. Projekt von C. M. Gosepath, Akademie Schloß Solitude, Stuttgart, in Zusammenarbeit mit dem Staatstheater Stuttgart (2000)
- Miß Sara Sampson, G. E. Lessing, Schloßtheater, Moers (2001)
- Das ist ein Stuhl, Caryl Churchill, Akademie Schloß Solitude, Stuttgart (2001)
- Past Perfect, Nicky Silver, German Theatre Abroad, Berlin (2004)
- FSK 16, Kristo Sagor, German Theatre Abroad, Berlin (2004)
- Die Sekunde dazwischen, Andreas Sauter, German Theatre Abroad, Berlin (2005)
- `Sexuelle Neurosen unserer Eltern, Lukas Bärfuss, German Theatre Abroad, Berlin (2005)
- Der Fall Schreber, Projekt von C. M. Gosepath, nach „Denkwürdigkeiten eines  Nervenkranken“ von Daniel Paul Schreber, Festival „Rohkunstbau“, in Zusammenarbeit mit den Sophiensälen Berlin (2005)
- Electronic City, Falk Richter, Here Theater, New York, New York, im Rahmen des Festivals „German Stadttheater“, German Theatre Abroad (2006)
- ctp 1.2: Succo|Zucco nach Koltès, club tipping point, Brunnenstrasse, Berlin (2007)
- ctp 2.1: Ein Traumspiel, August Strindberg, club tipping point im .HBC (ehemaliges Ungarisches Kulturinstitut), Berlin (2008)
- ctp 3.1: Lés Récifs Caraibes, Projekt von Zoe Hermann und C. M. Gosepath, club tipping point in Vierte Welt, Berlin (2012)
- ctp 3.2: #paradies#karibik#, multimediale Performance, club tipping point in Vierte Welt, Berlin 2013
- Workshop `German Regietheater´, University of the Philippines, Manila, Philippines (2006)

## Veröffentlichungen
- Christoph Gosepath, Hermann Ebel & Albert Diefenbacher: Konsiliar- und Liaisonpsychiatrie – Geschichte, Modelle, Perspektiven; in: Verhaltenstherapie & Verhaltensmedizin,

2011-1; Lengerich, Berlin, Bremen; 2011